# Goodallia
Die Gattung Goodallia ist eine Muschel-Gattung aus der Familie der Astarten (Astartidae). Die wenigen Arten der Gattung kommen entlang der Küsten des östlichen Atlantiks und im Mittelmeer vor.

## Merkmale
Die gleichklappigen, sehr kleinen Gehäuse sind im Umriss annähernd dreieckig, geringfügig höher als lang (bzw. breit). Die Wirbel sitzen mehr oder weniger deutlich hinter der Mitte. Die Rückenseite (bzw. vorderer und hinterer Dorsalrand) bildet einen spitzen Winkel, der Ventralrand ist gut gerundet. Das Ligament ist extern. Lunula und Area sind meist nur undeutlich ausgeprägt bzw. ohne markante Ränder. Der Innenrand kann glatt oder gezähnelt sein.
Das Schloss weist in der rechten Klappe zwei Kardinalzähne auf, der vordere Zahn ist breit, der hintere Zahn schmal. Die linke Klappe weist ebenfalls zwei Kardinalzähne auf; sie können unterschiedlich groß sein. Die rechte Klappe besitzt am hinteren Dorsalrand eine Längslamelle. Bei der linken Klappe befindet sich diese Längslamelle am vorderen Dorsalrand.
Die Oberfläche kann abgesehen von sehr feinen konzentrischen Anwachsstreifen fast glatt sein oder auch gröbere konzentrische Rippen aufweisen. Unter höheren Vergrößerungen können zusätzlich kleine Gruben erkennbar sein. Das Periostracum ist weißlich, gelblich bis bräunlich oder orange. Die Dicke der weißlichen bis gelblichen Schale variiert, ist jedoch festschalig.

## Geographische Verbreitung und Lebensraum
Die Arten der Gattung Goodallia sind auf die Küsten des östlichen Atlantiks und des Mittelmeeres beschränkt. Sie kommen von etwa fünf Meter bis in 600 Meter Wassertiefe vor.

## Taxonomie
Das Taxon wurde 1822 von William Turton aufgestellt. Typusart ist Mactra triangularis Montagu, 1803. Die Gattung ist nach Sir Joseph Goodall (1760–1840) benannt, einem renommierten Amatursammler von Conchylien. MolluscaBase akzeptiert das Taxon als gültig. Folgende Arten werden zur Gattung gestellt:
- Gattung Goodallia Turton, 1822
  - †Goodallia angulata (Lehmann, 1885) (Miozän)
  - †Goodallia esbjergensis Rasmussen, 1966 (Miozän)
  - Goodallia gofasi Giribet & Peñas, 1999
  - †Goodallia herouvalensis (Deshayes, 1860)
  - †Goodallia laevigata (Speyer, 1866)
  - Goodallia macandrewi (E. A. Smith, 1881)
  - Goodallia micalii Giribet & Peñas, 1999
  - †Goodallia parvula (Wood, 1853) (Pliozän)
  - †Goodallia pseudopygmaea (Glibert, 1957)
  - Goodallia pusilla (Forbes, 1844)
  - Sanddorn-Astarte (Goodallia triangularis (Montagu, 1803))
  - †Goodallia waeli (Glibert, 1945) (Miozän)